# Davidson Don Tengo Jabavu

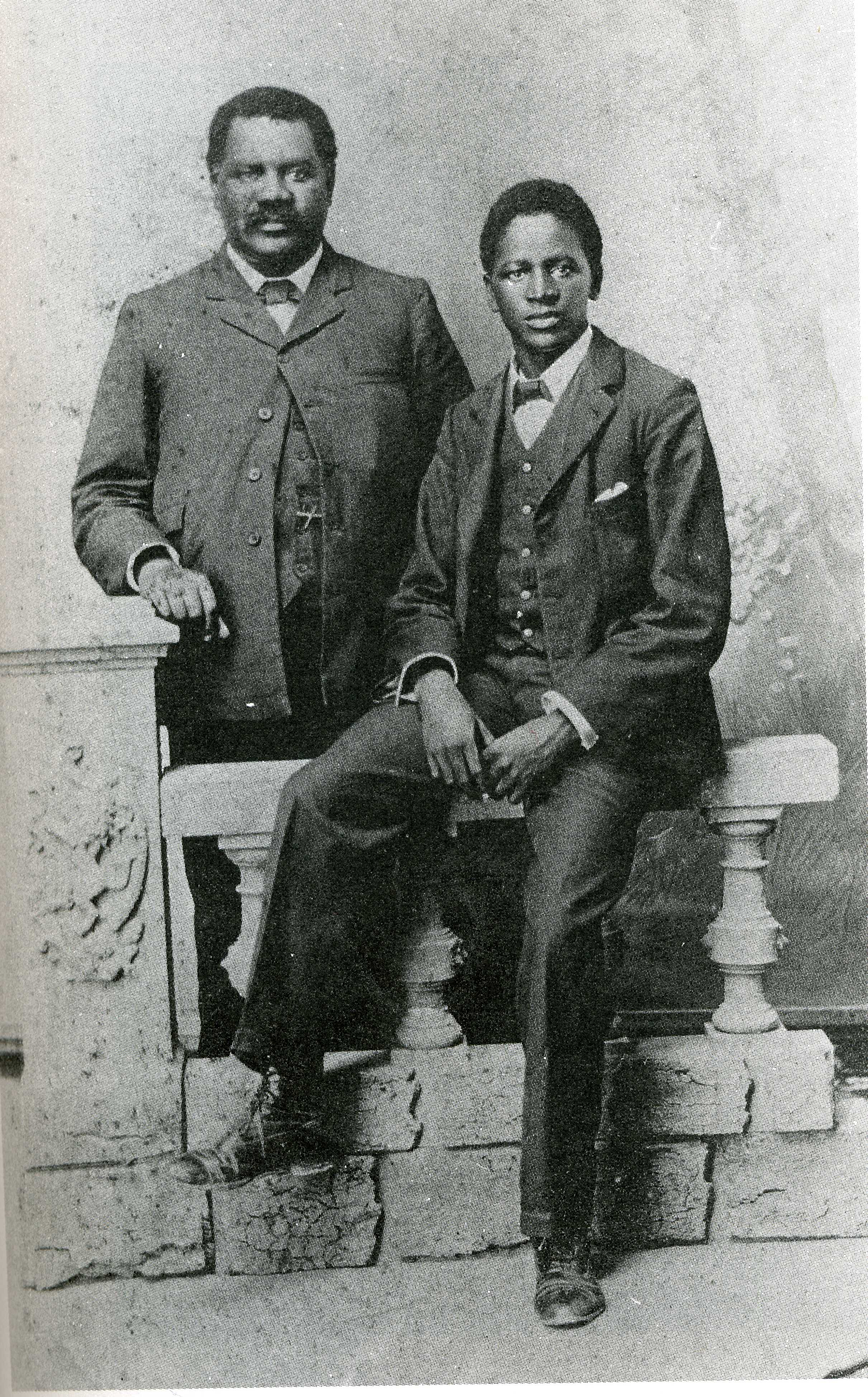
Davidson Don Tengo Jabavu med sin far John Tengo Jabavu.

Davidson Don Tengo (D.D.T.) Jabavu, född 1885 i King William's Town, Kapkolonin, död 1959 i East London, var en sydafrikansk akademiker och författare, och en ivrig förkämpe för den svarta befolkningens rätt att lösa sina egna problem. Sin uppfattning lade han fram i The Black Problem (1920).
Jabavu var son till aktivisten John Tengo Jabavu, som gav ut Isigidimi Sama Xhosa, Sydafrikas första dagstidning på xhosa. Han utbildade sig till lärare vid London University och Birmingham University i Storbritannien, och blev sedan den förste svarte professorn på University of Fort Hare i hemlandet. Han var ordförande för All-Africa Convention (AAC), en paraplyorganisation för organisationer som motsatte sig raslagarna som införts av James Hertzogs regering på 1930-talet.